# Patrice Garande
Patrice Garande, född den 27 november 1960 i Oullins, Frankrike, är en fransk fotbollsspelare som tog OS-guld i fotbollsturneringen vid de olympiska sommarspelen 1984 i Los Angeles.